# Tōgo Umeda
Tōgo Umeda (jap. 梅田 透吾, Umeda Tōgo; * 23. Juli 2000 in der Präfektur Shizuoka) ist ein japanischer Fußballspieler.

## Karriere

### Verein
Tōgo Umeda erlernte das Fußballspielen in der Jugendmannschaft von Shimizu S-Pulse. Hier unterschrieb er 2019 auch seinen ersten Profivertrag. Der Verein aus Shimizu spielte in der höchsten japanischen Liga, der J1 League. Sein Erstligadebüt gab er am 4. Juli 2020 im Heimspiel gegen Nagoya Grampus. Hier stand er in der Startelf und spielte die kompletten 90 Minuten. Bis Ende 2020 absolvierte er 17 Erstligaspiele für Shimizu. Anfang 2021 wurde der Torwart an Fagiano Okayama ausgeliehen. Der Klub aus Okayama spielt in der zweiten Liga, der J2 League. Für Okayama bestritt er 28 Ligaspiele. Mitte Juni 2022 kehrte er zu Shimizu zurück. Am Ende der Saison 2022 musste er mit dem Verein als Tabellenvorletzter in die zweite Liga absteigen. Am Ende der Saison 2024 feierte er die Meisterschaft und stieg in die erste Liga auf.

### Nationalmannschaft
Togo Umeda spielte 2017 einmal für die japanische U17-Nationalmannschaft. Einmal kam er 2018 für die U18-Nationalmannschaft zum Einsatz.

## Erfolge
Shimizu S-Pulse
- Japanischer Zweitligameister: 2024